# Pegia nitida
Pegia nitida är en sumakväxtart som beskrevs av Henry Thomas Colebrooke. Pegia nitida ingår i släktet Pegia och familjen sumakväxter. Inga underarter finns listade i Catalogue of Life.